# Magdeburška slonovina
Magdeburška slonovina je niz 16 slonokoščenih plošč, ki prikazujejo epizode Kristusovega življenja. Naročil jih je cesar Oton I. , verjetno, da bi označil posvetitev Magdeburške stolnice in povzdignil Magdeburg v nadškofijo leta 968 . Plošče so bile prvotno del predmetov v stolnici, ki se različno domneva, da so bile antependij ali sprednji del oltarne mize, prestol, vrata, prižnica ali ambon; tradicionalno se je ta domnevni predmet imenoval Magdeburški antependij. Ta objekt naj bi bil odstranjen ali uničen leta 1000, morda po požaru leta 1049 . Mogoče so jih naredili v Milanu, ki je bilo pomembno politično in umetniško središče svetega rimskega cesarstva . Peter Lasko, britanski zgodovinar, je bil eden od znanstvenikov, ki so na slogovni podlagi zagovarjali delavnico, kjerkoli se je nahajala, z umetniki, ki so se izobraževali na območju Metza ali Lorene . Skupina plošč se pogosto šteje za ključni primer otonske umetnosti , ki v kiparstvu ponazarja otonski slog, ki je ohranjen v rokopisnih upodobitvah.
Plošče merijo skoraj 13 cm krat 12 cm. So v nenavadni obliki uokvirjenih prizorov, ki združujejo reliefne figure s prevotljenim ozadjem. Ozadja imajo, odvisno od upodobljenega prizora, listje, šahovnice ali navzkrižne vzorce ali, kot pri Vizitaciji, arhitekturno postavitev za figurami. V nekaterih prizorih število figur ne pušča prostora za dekoracijo ozadja. Vrzeli v odprtinah so verjetno razkrile zlato ali pozlačeno ozadje. 
Dve novi plošči sta znani iz risb iz 16. stoletja, prvotna številka pa je bila verjetno precej večja, saj je veliko skupnih predmetov iz Kristusovega življenja v umetnosti odsotnih, medtem ko so nekateri preživeli predmeti precej redki. Lasko predlaga, da je ohranjene manj kot polovica prvotne skupine in omenja karolinški cikel 62 zidnih slik v opatiji svetega Janeza v Müstairu, ki vključuje sedem od petnajstih pripovednih prizorov v slonovini. Močan poudarek med ohranjenimi ploščami na epizodah evangelijskih poročil o Kristusovem obdobju služenja lahko nakazuje, da so okrasili prižnico in ne oltarja. Glede na funkcijo prvotnega predmeta, Williamson daje prednost vratom, Lasko se nagiba proti prižnici in Beckwith k antependiju, toda nobeden se ne zdi odločilen po svojih željah.  Peter Lasko opisuje slog likov kot »zelo težko, trdno in masivno ... z izjemno linearno in ravno obdelavo draperije ... v preprostih, vendar močnih kompozicijah«.
Po razstavljanju predmeta, za katerega so bile ustvarjene, se je Magdeburška slonovina ponovno uporabila v relikvijah in knjigah in je zdaj razpršena po muzejih, kot so Svetovni muzej v Liverpoolu (3) ,  Bavarski narodni muzej v Münchnu, Louvre v Parizu (2) , Hesenški deželni muzej v Darmstadtu, Metropolitanski muzej umetnosti v New Yorku, Staatsbibliothek Berlin in Britanski muzej v Londonu. 

## Delavnica
Čeprav se znanstveniki strinjajo, da plošče prihajajo iz iste delavnice, se lahko zaznajo roke različnih umetnikov; na primer skupine plošč v Liverpoolu in Parizu so iz različnih rok. Nadaljnja plošča, ne iz magdeburškega kompleta, ampak iz iste delavnice, je ohranjena in je zdaj v Clevelandskem muzeju umetnosti. Ta je bila verjetno vedno namenjena platnicam knjižne vezave in kaže stoječega Kristusa, pri čemer glave apostolov izhajajo iz ozadja na obeh njegovih straneh. .

## Galerija
- Vititacija, Bavarski narodni muzej
- Kristus ozdravi obsedenega človeka Gerasa, Hessenski deželni muzej Darmstadt
- Kristus pred Poncijem Pilatom in bičanje Kristusa,  Bavarski narodni muzej
- Kristus se kaže svojim učencem in nejevernemu Tomažu, Bavarski narodni muzej
- Plošča v Clevelandu.

## Seznam plošč
1. Prizorišče posvetitve: Kristus je sprejel stolnico od Otona I., Metropolitanski muzej umetnosti
2. Vizitacija, Bavarski narodni muzej
3. Vzgoja sina vdove iz Naina, Britanski muzej
4. "Če se ne obračate in ne postanete kakor otroci, ne vstopite v nebeško kraljestvo. Kdor se torej ne bo ponižal kot ta otrok, je največji v nebeškem kraljestvu" (Mt 18: 1). Luke 9: 47-48), Louvre.
5. Kristus ozdravi obsedenega človeka Gerasena, Darmstadt
6. Peter najde denar v ribjih ustih, Liverpool
7. Kristus v hiši Simona farizeja
8. Kristus in ženska prešuštnica, Liverpool
9. Čudež kruha in rib, Louvre
10. Poroka v Kani
11. Vnebovzetje Lazarja
12. Kristus pred Pilatom in bičanje, Bavarski narodni muzej
13. Kristus se predstavi svojim učencem in nejevernemu Tomažu, Bavarski narodni muzej
14. Posredovanje zakona (Traditio legis), Staatsbibliothek, Berlin (Ms. Theol. Lat. Fol 1)
15. Kristus naroča apostolom, Liverpool

## Druga literatura
- Fillitz, Hermann, Die Gruppe der Magdeburger Elfenbeintafeln: eine Stiftung Kaiser Ottos des Großen für den Magdeburger Dom, Ph. von Zabern, 2001, ISBN 3805328303, 9783805328302
- Goldschmidt, Adolph. Die Elfenbeinskulpturen aus der Zeit der karolingischen und sächisischen Kaiser, VIII.-XI. Jahrhundert, Vol. 2, #s 4-16, Berlin: Bruno Cassirer, 1918.
- Little, Charles T. "From Milan to Magdeburg: The Place of the Magdeburg Ivories in Ottonian Art" in Milano e i Milanesi prima del Mille: Atti del 10º Congresso internazionale di studi sull'alto Medioevo, Milano, 26-30 settembre 1983 (1986). pp. 441–51.
- Little, CT., The Magdeburg Ivory Group. A Tenth Century New Testament Narrative Cycle, Ph.D diss., New York University, 1977
- Puhle, Matthias, ed. Otto der Grosse: Magdeburg und Europa; Volume 2, Catalogue. Magdeburg: Kulturhistorisches Museum Magdeburg, 2001. no. V.35a, pp. 363–73.